# Борзова Олена Миколаївна
Олена Миколаївна Борзова (нар.. 23 жовтня 1956, Москва, РРФСР) — радянська і російська актриса, Почесний член Спілки діячів музики, кіно і телебачення. Лауреатка Державної премії СРСР (1984).

## Творчість
Олена Борзова народилася 23 жовтня 1956 року в Москві.
У 1979 році закінчила Школу-студію МХАТ і стала грати в Новому драматичному театрі. У 1994—1996 рр. — актриса Драматичного театру імені К. С. Станіславського. З 1996 року Олена Миколаївна є актрисою МХАТ імені М. Горького.
У кіно Олена Борзова дебютувала в 1973 році у віці 17 років, зігравши роль дівчини Тоні у фільмі «Лист з юності». На даний час фільмографія актриси становить понад 40 картин.
|  | Я займалася бальними танцями, і одного разу до нас на репетицію прийшла жінка. Вона довго спостерігала за нами, а після закінчення репетиції відкликала мене поговорити. Я пам'ятаю, як злякалася, мені здалося, що вона хоче покликати мене до баскетбольної школи, але вона запитала мене, чи хочу я зніматися в кіно, і вручила мені запрошення на проби до фільму «Листи з юності». Досі пам'ятаю, як я хвилювалася, перш ніж зайти на кіностудію імені М. Горького. Але хвилювання мої виявилися марними, я успішно пройшла проби і була затверджена на роль Тоні. Незважаючи на те що з першої своєї картини я зрозуміла, що праця актриси - це не тільки слава, а й важка праця, я вже твердо вирішила вступати до Школи-студії МХАТ. Але все виявилося не так просто. |

З 1996 року займається дубляжем іноземних фільмів, працює у відділі дубляжу на НТВ, ТВЦ тощо.

## Викладацька діяльність
З 2001 року Олена Борзова веде викладацьку діяльність: Олена Борзова — педагог зі сценічної мови в Міжнародному Слов'янському інституті імені Р. Р. Державіна. Також вона викладає в Московському інституті телебачення і радіомовлення «Останкіно» і в Московському університеті МВС Росії.
Член Союзу театральних діячів Російської Федерації з 1980 року, Спілки кінематографістів Росії з 1989 року.

## Родина
Олена Борзова одружувалась тричі. Вперше — ще студенткою за викладача. У них народилась дитина. Потім — за актора, який виїхав до США, не дивлячись на народження сина. Третій чоловік — Микола Миколайович Зінов'єв (1945–2018) — радянський і російський поет, автор текстів понад двісті пісень. У актриси є два сина.
|  | «Заміж я вийшла тому, що схиляюся перед талантом цієї людини, але не більше. Ми з ним не пара, і я прекрасно себе в цьому віддаю звіт. Парою ми були з другим чоловіком! Але Коля попросив моєї руки, і я не відмовила, боячись заподіяти біль талановитій людині» |

## Вибрана фільмографія
1. 1973 — Лист з юності — Тоня
2. 1975 — Хлопчик і лось — Наречена
3. 1978 — Спокуса — Наташа
4. 1980 — Ліс — Аксінья
5. 1981 — Люди на болоті — Ганна
6. 1982 — Люди на болоті. Подих грози — Ганна
7. 1983 — Я, син трудового народу — Люба
8. 1984 — За ніччю день іде — Оксана
9. 1984 — Кращі роки — Інна
10. 1985 — Чоловічі тривоги — Надія
11. 1985 — Обережно — Василько! — мати Волошки
12. 1986 — Де ваш син? — Віра Андріївна
13. 1987 — Микола Подвойський — Ніна Дідрікіль-Подвойська
14. 1987 — Випробувачі (реж. О. Бійма)
15. 1988 — Передай далі... — Клавдія
16. 1988 — Блакитна троянда — Любов Гощинська
17. 1989 — Обпалені Кандагаром — Валентина
18. 1989 — Транті-ванті — мама
19. 1989 — Хочу зробити зізнання — Галя
20. 1989 — «Таємні милості» —  Катя
21. 1990 — Дамський кравець — Настя
22. 1990 — Корупція — Олена Качаліна
23. 1990 — Яри — Клава Платонова
24. 1990 — Вбивця — Наталя Смирнова
25. 1991 — Клан — Ольга
26. 1991 — Круїз або розлучна подорож — Капустіна
27. 1991 — Не будіть сплячого собаку — Олена
28. 1991 — Гріх — Ніна Чоботар
29. 1992 — Сплачено заздалегідь — Марія
30. 1992 — Павутина — Зіна
31. 1992 — Те, що важливіше всього
32. 1993 — Кодекс мовчання 2: Слід чорної риби — Ганна Мурадова
33. 1994 — Шляхтич Завальня, або Білорусь у фантастичних оповіданнях — Біла Сорока
34. 1996 — Королі російського розшуку — Дружина Кошко
35. 2002 — Next 2 — офіціантка
36. 2003 — Ангел на дорогах — диспетчерка
37. 2003 — Євлампія Романова: Манікюр для небіжчика — Наташа
38. 2005 — Горинич і Вікторія
39. 2005—2007 — Приречена стати зіркою — Клеопатра
40. 2006 — Наречена — мати Саші
41. 2007 — Точка повернення — Серафима
42. 2008 — Дорослі ігри — мати Вікторії і Катерини Ложкіних
43. 2009 — Ранетки — Людмила Федорівна Борзова, завуч
44. 2009 — Останній кордон — Олена Миколаївна
45. 2010 — Обручка — Аліна Славська, співачка
46. 2011 — Лжесвидетельница — Ніна Миколаївна Самаріна, мати Сергія
47. 2011 — Останній кордон. Продовження — Олена Миколаївна, мама Ірини

## Нагороди
- Лауреат Державної премії СРСР 1984 року[5] за роль Ганни в картині «Люди на болоті».